# Reserva natural Cerro Arenal
La Reserva natural Cerro Arenal es una reserva natural con una superficie de 1.428 kilómetros cuadrados en la cordillera Dariense, está ubicada en el departamento de Matagalpa, en el centro de Nicaragua.
La reserva natural del Cerro Arenal se declaró como área protegida el 4 de noviembre de 1991 y se trata de una de las 78 áreas protegidas de Nicaragua 
que administra el Ministerio de Medio Ambiente y Recursos Naturales (MARENA).